# 1365

## Události
- Založena Vídeňská univerzita[1]

### Probíhající události
- 1337–1453 – Stoletá válka
- 1351–1368 – Povstání rudých turbanů

## Narození
- Heřman II. Celjský, hrabě z Celje a bán Chorvatska, Slavónie a Dalmácie († 1435)
- ? - Jan II. Opavský, kníže ratiborský a nejvyšší hofmistr Českého království († 1424)

## Úmrtí
Česko
- 8. prosince – Mikuláš II. Opavský, opavský a ratibořský kníže (* 1288)
- ? – Drslav z Kravař, moravský šlechtic a královský hejtman ve Frankensteinu (* ?)

Svět
- 27. července – Rudolf IV. Habsburský, rakouský a korutanský vévoda a hrabě tyrolský (* 1. listopadu 1339)
- 12. října – Beatrix Sicilská, sicilská princezna (* 1326)
- ? – Anna Savojská, byzantská císařovna jako manželka Andronikose III. a regentka (* asi 1306)
- ? – Ludvík VI. Bavorský, první kurfiřt braniborský (* 7. května 1328)

## Hlava státu
- České království – Karel IV.
- Moravské markrabství – Jan Jindřich
- Svatá říše římská – Karel IV.
- Papež – Urban V.
- Anglické království – Eduard III.
- Francouzské království – Karel V.
- Polské království – Kazimír III.
- Uherské království – Ludvík I.
- Lucemburské vévodství – Václav Lucemburský
- Portugalsko – Petr I.
- Dánsko – Valdemar IV.
- Švédsko – Magnus IV. – Albrecht Meklenburský
- Norsko – Haakon VI. Magnusson
- Byzantská říše – Jan V. Palaiologos